# Vanilla uncinata
Vanilla uncinata é uma espécie de orquídea de hábito escandente e crescimento reptante que existe na região norte do Brasil. São plantas clorofiladas de raízes aéreas; sementes crustosas, sem asas; e inflorescências de flores de cores pálidas que nascem em sucessão, de racemos laterais.
Esta espécie pode ser reconhecida entre as Vanilla por apresentar labelo levemente trilobado com barbelas ásperas internamente; folhas carnosas lineares lanceoladas com extremidade em forma de unha, e sépalas de 4 centímetros de comprimento.